# قائمة مواقع رامسار في مصر
قائمة مواقع رامسار في مصر هي قائمةٌ بمواقع رامسار الطبيعيّة التي تقع ضمن حدود جمهوريّة مصر العربيّة، والتي لها أهميّة دوليّة وخاصّة كأراضٍ رطبة بوصفها موئلاً للطيور المائيّة كما هو مُوضَّح في اتفاقيّة رامسار لعام 1971.
تضم مصر أربعة مواقع مُسَجَّلة على هذه القائمة، وهي بحيرة البردويل، بحيرة البرلس، محميّة بحيرة قارون، ومحميّة وادي الريّان. كما تُشكِّل مساحة هذه المناطق مجتمعةً ما مقداره 415.532 هكتارًا (4155 كم²).

## القائمة
| الصورة | الاسم             | الموقع            | المساحة (هكتار) | الرقم المرجعي | تاريخ التسجيل | الإحداثيات                                | ملاحظات |
| ------ | ----------------- | ----------------- | --------------- | ------------- | ------------- | ----------------------------------------- | ------- |
|        | بحيرة البردويل    | محافظة شمال سيناء | 59,500          | 407           | 1988          | 31°04′59″N 33°04′59″E / 31.083°N 33.083°E | [ 3 ]   |
|        | بحيرة البرلس      | محافظة كفر الشيخ  | 46,200          | 408           | 1988          | 31°30′00″N 30°49′59″E / 31.5°N 30.833°E   | [ 4 ]   |
|        | بحيرة قارون       | محافظة الفيوم     | 134,042         | 2040          | 2012          | 29°34′08″N 30°36′18″E / 29.569°N 30.605°E | [ 5 ]   |
|        | محميّة وادي الريّان | محافظة الفيوم     | 175,790         | 2041          | 2012          | 29°11′56″N 30°19′19″E / 29.199°N 30.322°E | [ 6 ]   |

## وصلات خارجية
- الموقع الرسمي لمواقع رامسار في العالم (بالإنجليزية)
- الموقع الرسمي لوزارة البيئة المصرية